# Iglesia de San Cipriano (Cobeña)
La iglesia de San Cipriano es un templo católico de la localidad española de Cobeña, en la Comunidad de Madrid.

## Descripción
La iglesia de San Cipriano se encuentra en la localidad madrileña de Cobeña. Se trata de un templo de planta rectangular, de tres naves, con cabecera plana en la que se levanta la torre. Las naves se separan con arcos de medio punto sostenidos por columnas toscanas y pilares.
La iglesia está cubierta con bóvedas vaídas, excepto la sacristía, que lo hace con bóveda de crucería, El coro se sitúa a los pies en alto. En el exterior destaca, en el aparejo constructivo, las cajoneras de mampostería con encintado de sillares y la sillería. La torre está construida con sillares y tiene tres cuerpos que se rematan con chapitel de pizarra. La portada se localiza en el lado derecho y sigue el estilo renacentista de influencia herreriana.
El edificio sigue las trazas del gótico de transición del siglo XVI, al que se le hicieron reformas en el siglo XVII. Se conocen los maestros que intervinieron en ella. La traza se debe al maestro Martín Górnica, al que le sucedieron Pedro de Gonechea y Juan García de Carranza. En 1609 Valentín de Ballesteros se encargó de la torre. Finalmente, Gaspar de la Peña intervino en las bóvedas hacia 1668. La iglesia cuenta con una pila bautismal, interesante pieza gótica de principio del siglo XVI realizada en piedra caliza (112 centímetros de diámetro por 117 centímetros).

## Estatus patrimonial
El 10 de octubre de 1996, la iglesia fue declarada Bien de Interés Cultural en la categoría de monumento, mediante un decreto publicado el día 22 de ese mismo mes en el Boletín Oficial de la Comunidad de Madrid con la rúbrica del presidente de la Comunidad de Madrid, Alberto Ruiz-Gallardón, y del consejero de Educación y Cultura, Gustavo Villapalos.